# Astelia banksii
Astelia banksii là một loài thực vật có hoa trong họ Asteliaceae. Loài này được A.Cunn. mô tả khoa học đầu tiên năm 1837.

## Hình ảnh

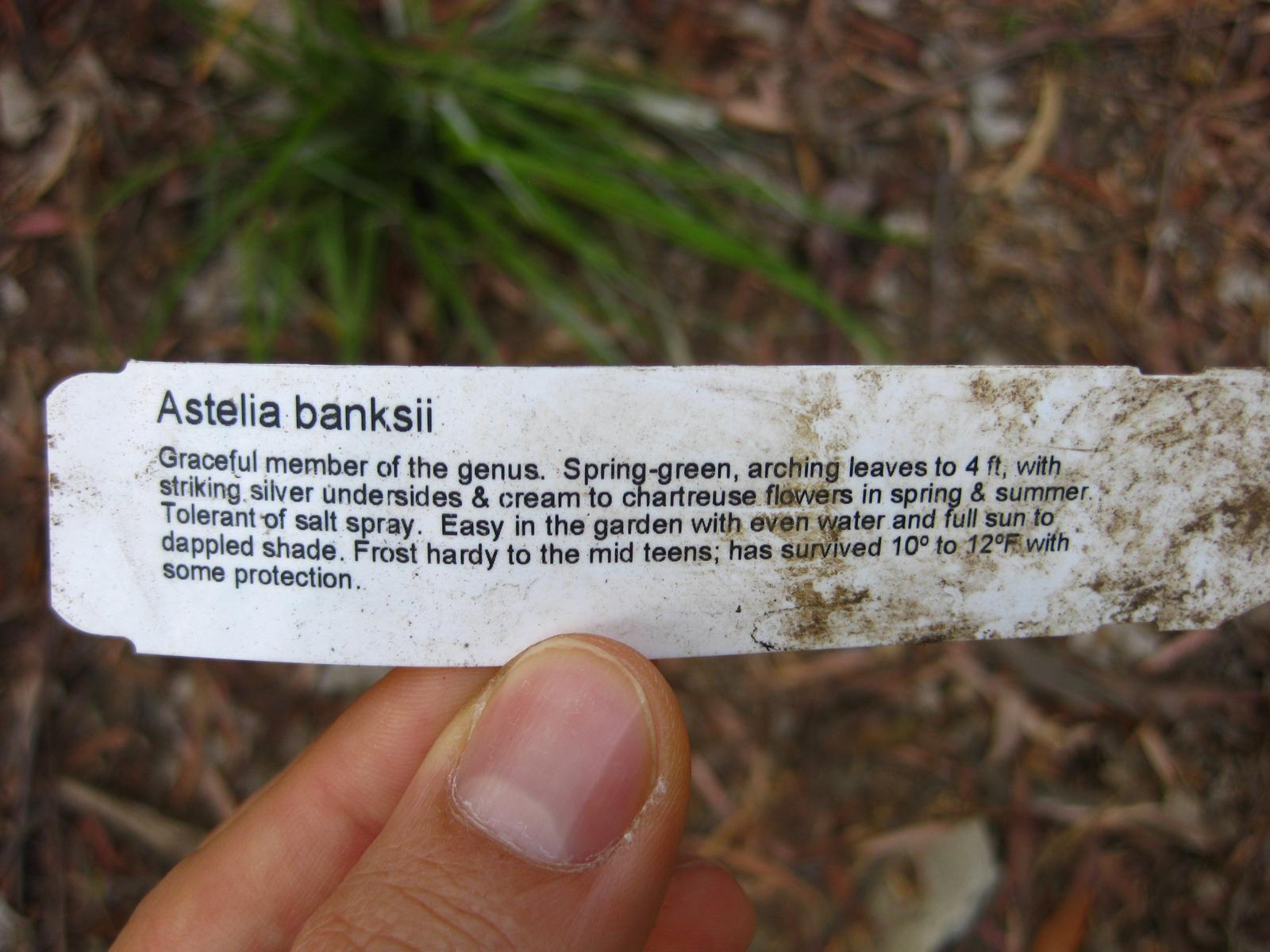